# Microsoft Paint
Microsoft Paint — простий растровий графічний редактор компанії Microsoft, який входить до усіх операційних систем Windows, починаючи з перших версій.
У Windows 95 була введена нова версія Paint. Той же інтерфейс продовжує використовуватися в наступних версіях Windows. У Windows 98, Windows 2000 і Windows МЕ зображення могли бути збережені в форматах GIF і JPEG, якщо були установлені необхідні графічні фільтри від Microsoft (зазвичай вони установлювались разом з іншими компонентами від Microsoft, такими як Microsoft Office або Microsoft PhotoDraw). Починаючи з Windows XP фільтри стали попередньо встановленими, і тепер вже підтримували формати PNG і TIFF. У Windows Vista повністю змінена панель інструментів, допрацьовані деякі інструменти.

## Історія
Перша версія Paint з'явилася в Windows 1.0. У Windows 3.0 був перейменований в PaintBrush. Але потім в Windows 95 і пізніших версіях Windows він був знову перейменований в Paint (проте, програма може викликатися і командою-затичкою pbrush, що є явне скорочення від Paint Brush). У версії з Windows 3.x і більш ранніх версіях підтримувалися тільки формати MSP, BMP, PCX і RLE. У наступних версіях з цих форматів залишилася підтримка лише одного — BMP.

### Windows 9x
У Windows 95 була введена нова версія Paint. Той же самий інтерфейс продовжує використовуватися в наступних версіях Windows. У Windows 98, Windows 2000 і Windows ME зображення могли бути збережені в форматах GIF і JPEG, якщо були встановлені необхідні графічні фільтри від Microsoft (зазвичай вони встановлювалися разом з іншими додатками від Microsoft, такими як Microsoft Office або Microsoft PhotoDraw).

### Windows XP та Vista
Починаючи з Windows XP фільтри стали встановленими, і додалася підтримка форматів PNG і TIFF. У Windows Vista і Windows 7 повністю змінені іконки.

### Windows 7 та 8.x

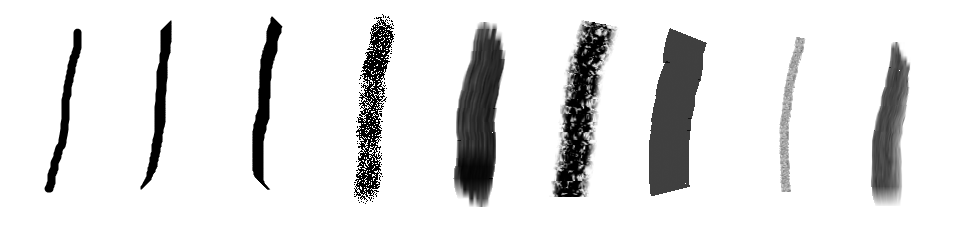
Художні пензлі в Paint для Windows 7

У Windows 7 вперше за останні 14 років Microsoft Paint повністю перероблений, він отримав стрічковий (Ribbon) інтерфейс, додаткові пензлі, фігури, які дуже подібні на бібліотеку Microsoft Office. Ось короткий огляд нововведень:
1. 9 різновидів пензлів (Brush):
  1. Звичайний пензлик (тепер — згладжений)
  2. Каліграфічний пензлик 1 (тепер — згладжений)
  3. Каліграфічний пензлик 2 (тепер — згладжений)
  4. Балончик (залишився без змін)
  5. Масляний пензлик (маже товстим штрихом)
  6. Пастельний пензлик (схожий на кольорову крейду)
  7. Маркер (замальовує кольором наполовину)
  8. Звичайний олівець (тонкий пензлик для імітації звичайного жорсткого олівця)
  9. Акварель (напівпрозорий плавний поступово зникаючий пензлик)
2. Також оновилась бібліотека фігур, до стандартного еліпса, прямокутника, вектора, кривої, багатогранника і округленого прямокутника додано ще 17 фігур, серед яких: трикутник рівнобедрений, трикутник прямокутний, ромб, п'яти- і шестикутник, стрілки вправо, вліво, вверх, вниз; зірки: чотири-, п'яти- і шестикутна, прямокутна, округла і «думаюча» бульбашки для коміксів, серце, блискавка.
3. Намалювавши фігуру, можна ще редагувати її параметри — повернути, розтягнути, змінити колір і фактуру.
4. 7 різновидів залиття/контуру:
  1. Немає/відсутнє
  2. Однотонне
  3. Пастель
  4. Маркер
  5. Масло
  6. Олівець
  7. Акварель
5. Також в меню «Вид» додані: нова лінійка, режим попереднього перегляду друку
6. Можливість отримання матеріалу для редагування зі сканера
7. Тепер можливо використовувати різні стилі для кожного фрагменту тексту всередині однієї рамки
8. Шкала масштабу нанесена як в сторону збільшення, так і в сторону зменшення.

У версії Paint для Windows 8 здебільшого виправлено давній дефект попередніх версій, пов'язаний з неможливістю прокрутки вікна під час редагування в режимі масштабування понад 100 %. Однак під час вставки тексту в режимі масштабування користувач не може перемістити текст за межі збільшеного вікна перегляду, поки текстове вікно перебуває в режимі редагування за допомогою миші або клавіатури.

### Windows 10
В квітні 2017 року в «Creators Update» для Windows 10 корпорація Microsft поряд із Paint випустила Paint 3D. На додаток до традиційних інструментів двовимірного малювання, Paint 3D може імпортувати та маніпулювати тривимірними моделями. Три місяці потому, 23 липня 2017 року, Microsoft додала Paint до списку застарілих функцій Windows. Наступного дня, після «неймовірного потоку підтримки та ностальгії», Microsoft уточнила, що Paint стане безкоштовним застосунком у Microsoft Store, навіть якщо Paint 3D пропонує таку ж функціональність.
Paint, однак, залишився частиною всіх версій Windows 10. Найближчим кроком Microsoft до виконання цього рішення було додавання повідомлення про видалення до користувацького інтерфейсу Paint у версіях Windows 10 1803 та 1809.
У березні 2021 року, з випуском Windows 10 Insider build  21332 на Dev Channel, Microsoft видалила Paint 3D з чистих інсталяцій цієї збірки, на додаток до програми «Об'єкти 3D».
У квітні 2021 року Microsoft випустила збірки Windows 10 Insider build 21354, яка зробила Paint (разом із Засобом захоплення фрагментів) доступним для оновлення з Microsoft Store. Він також був переміщений з папки Windows Accessories меню «Пуск» у власний розділ.

### Windows 11
У серпні 2021 року, Microsoft показала оновлену версію Paint для Windows 11 з оновленим інтерфейсом користувача, покращеним інструментом вибору шрифтів і темною темою.
У 2023 році Microsoft анонсувала оновлення Paint, які додали шари, підтримку прозорих PNG-файлів, генератор зображень зі ШІ та інші інструменти ШІ, а також інструмент видалення фону. Оновлення заплановані на кінець 2023 року.
6 листопада 2023 року, розробники Microsoft оновили Windows 11, додавши нову функцію для програми Paint — Paint CoCreator. Новий інструмент, керований ШІ, на базі DALL-E від OpenAI створює витвори мистецтва на основі описів, наданих людьми. Відтепер користувачі мають можливість вибрати художній стиль, а CoCreator створює для них три варіанти на вибір з можливістю подальшого редагування. На додаток до CoCreator Microsoft Paint представив ряд покращень, включаючи інструмент видалення фону одним клацанням миші та підтримку шарів та прозорості.

## Виділення
Виділений фрагмент стає «плаваючим» (він може бути перенесений в будь-яке місце робочої області без зміни самої картинки), а його місце заповнюється фоновим кольором. При цьому, якщо в момент початку перетягування натиснута клавіша Ctrl, в початковій позиції залишається «штамп» — туди карбується копія плаваючого виділення (при первинному переміщенні виходить так, ніби віднесена копія виділеного, а на вихідному місці нічого не змінилося). Якщо натиснута клавіша Shift — то подібний штамп робиться і у всіх проміжних точках переміщення.

## Недоліки
1. Відсутня функція зміни яскравості (насиченості), контрасту і т. д.
2. Неможливо зрушувати кордони області виділення (при цьому змінюються пропорції виділеного фрагменту).
3. Неможливо обертати фігури на певну градусну міру.